# Chaitophorus diversifolii
Chaitophorus diversifolii är en insektsart. Chaitophorus diversifolii ingår i släktet Chaitophorus och familjen långrörsbladlöss. Inga underarter finns listade i Catalogue of Life.